# تپه شاه سمین
تپه شاه سمین مربوط به سده‌های اولیه دوران‌های تاریخی پس از اسلام است و در شهرستان سلسله (الشتر)، بخش فیروزآباد، دهستان فیروزآباد، ۵۰۰ متری شمال غرب روستای علم آباد(سراب گرگه)  واقع شده و این اثر در تاریخ ۷ اسفند ۱۳۸۶ با شمارهٔ ثبت ۲۱۳۲۱ به‌عنوان یکی از آثار ملی ایران به ثبت رسیده است.